# Imantocera
Imantocera es un género de escarabajos longicornios de la tribu Gnomini.

## Especies
- Imantocera arenosa Pascoe, 1862
- Imantocera grisescens Dillon & Dillon, 1951
- Imantocera mindanaonis Breuning, 1980
- Imantocera niasensis Breuning, 1936
- Imantocera penicillata (Hope, 1831)
- Imantocera plumosa (Olivier, 1792)
- Imantocera sumbawana Breuning, 1947
- Imantocera vicina Gahan, 1895